# Collisione aerea in Senegal del 2015
Il 5 settembre 2015, il volo CEIBA Intercontinental 071, un collegamento passeggeri in rotta da Dakar, in Senegal, a Malabo, in Guinea Equatoriale, si è scontrato a mezz'aria con un'aeroambulanza operato da Senegalair. Il Boeing 737 operante il volo commerciale rimase leggermente danneggiato e riuscì ad atterrare in sicurezza a Malabo, ma l'HS-125, dopo essere rimasto in volo per quasi un'ora con l'equipaggio incosciente, alla fine precipitò nell'oceano, uccidendo tutte e sette le persone a bordo.

## Gli aerei
Il velivolo della CEIBA era un Boeing 737-8FB con immatricolazione della Guinea Equatoriale 3C-LLY, denominato Bioko, in servizio dal febbraio 2014. L'aeroambulanza era un Hawker Siddeley HS-125-700A, immatricolato in Senegal 6V-AIM, in servizio dal 1979.

## Passeggeri
Delle vittime decedute, tre erano senegalesi, due algerini e uno ciascuno dalla Repubblica Democratica del Congo e dalla Francia.

## L'incidente
I due aerei entrarono in collisione alle 18:13 a circa 130 km a est di Tambacounda, in Senegal, mentre si trovavano a un'altitudine di 35 000 piedi (11 000 m) lungo la stessa via aerea in direzioni opposte, in un'area priva di copertura radar. L'impatto tranciò la sezione superiore di 1 metro dell'aletta d'estremità destra del Boeing e venne registrato dal registratore di volo di bordo come una breve oscillazione e un'imbardata non comandata prontamente corretta dall'autopilota.
Si ritiene che l'aeroambulanza sia stata colpita sulla fusoliera, con conseguente perdita di pressione in cabina e inabilitazione dell'equipaggio. L'HS-125 continuò a volare per altri 55 minuti senza che l'equipaggio rispondesse a nessuno dei numerosi tentativi di contatto. Sorvolò Dakar, la destinazione prevista, prima di esaurire presumibilmente il carburante e schiantarsi nell'Oceano Atlantico a circa 110 km a ovest di Dakar. I rottami non sono mai stati recuperati.
Nel frattempo, l'equipaggio del 737 valutò che l'aereo stesse funzionando normalmente e decise di saltare lo scalo previsto a Cotonou, in Benin, e di proseguire direttamente verso Malabo (la base operativa della compagnia aerea), dove atterrò senza ulteriori incidenti.

## Le indagini
Nell'agosto 2017, l'Ufficio senegalese di inchiesta e analisi per la sicurezza dell'aviazione civile (BEA Sénégal) rilasciò il rapporto finale in cui affermava che la probabile causa dell'incidente era stata il mancato mantenimento del livello di volo assegnato all'HS-125, che l'equipaggio aveva correttamente riconosciuto e riletto al controllo del traffico aereo.
Il rapporto rilevava anche che c'erano stati precedenti incidenti che avevano coinvolto il 6V-AIM in cui era stata registrata una significativa discrepanza tra l'altitudine indicata dagli altimetri e dal transponder dell'aereo, suggerendo un possibile difetto nel sistema pitot-statico dell'aereo che potrebbe aver contribuito all'incidente. Il rapporto elenca anche come possibile fattore scatenante il mancato rispetto delle procedure stabilite da parte dell'equipaggio e del personale di manutenzione della Senegalair, citando diversi casi già rilevati in precedenza.
Entrambi gli aeromobili erano dotati di sistema anticollisione TCAS, e l'unità del 737 di CEIBA è stata successivamente analizzata e trovata funzionante correttamente. Nonostante ciò, l'equipaggio del 737 non aveva ricevuto alcun avviso TCAS prima della collisione, circostanza che, secondo il rapporto, potrebbe essere il risultato di un guasto alla strumentazione dell'HS-125 e della conseguente discrepanza tra le informazioni sull'altitudine visualizzate dall'altimetro e quelle trasmesse al transponder e ai sistemi TCAS.